# Nilus esimoni
Nilus esimoni is een spinnensoort uit de familie van de kraamwebspinnen (Pisauridae).
De wetenschappelijke naam van de soort werd, als Thalassius esimoni, voor het eerst geldig gepubliceerd in 1984 door Sierwald.